# Полтавець Валентин Миколайович
Валентин Миколайович Полтавець (* 18 квітня 1975, Дніпропетровськ) — український футболіст. Вихованець дніпропетровського футболу. Свою кар'єру розпочав у друголіговому клубі «Шахтар» (Павлоград). Майстер спорту України — з 2001 року.
Член «Клубу Олександра Чижевського».

## Ігрова кар'єра

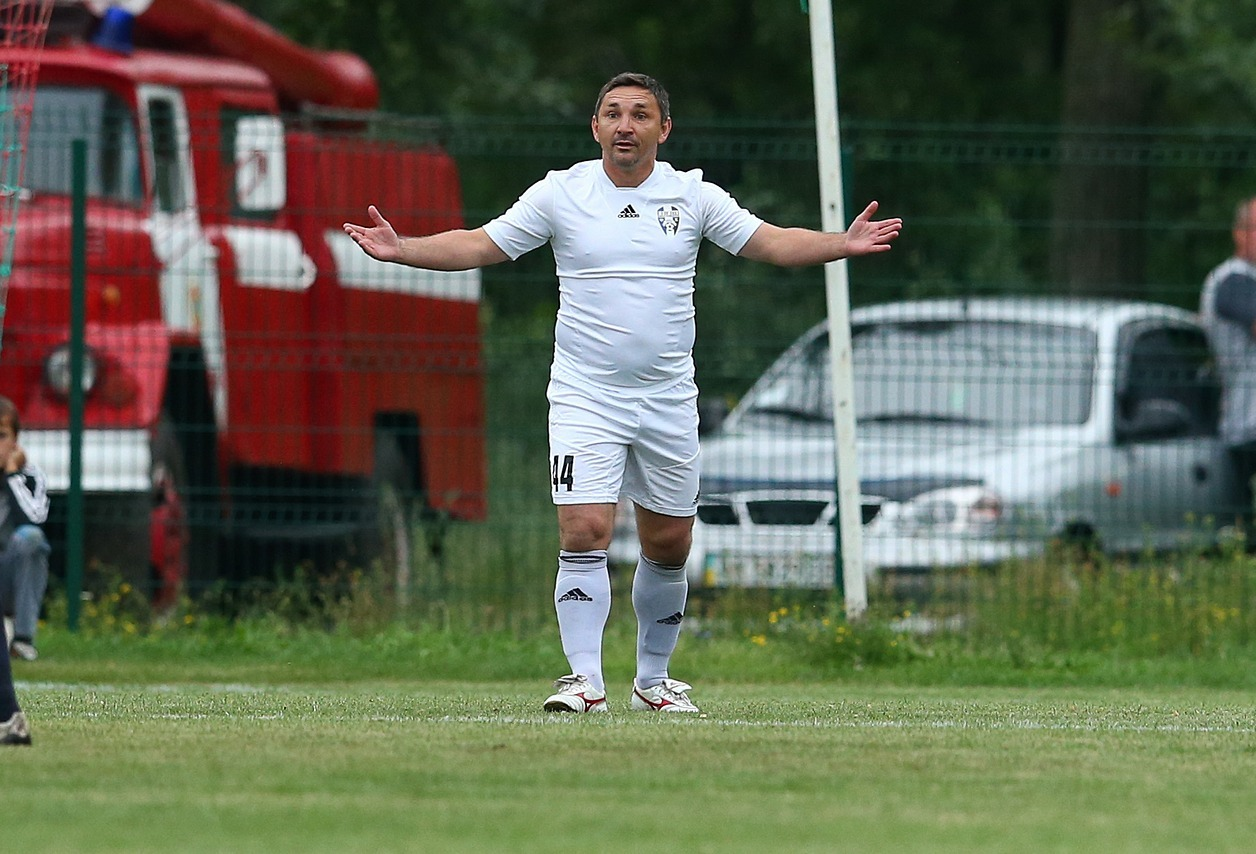
Валентин Полтавець у складі команди Балкани (с. Зоря)

Свій шлях у футболі, Валентин Полтавець розпочав у відомій на всю країну дніпропетровській футбольній школі Дніпро-75. Перший тренер — І. Л. Вєтрогонов. Після її закінчення формував себе як професіонала у клубах другої ліги — «Шахтар» (Павлоград) та «Вікторі» із Запоріжжя. Неабиякий футбольний потенціал гравця був помічений відомим запорізьким фахівцем Олександром Томахом, який запросив молодого гравця до лав запорізького «Металурга». У запорізьких «сталеварів» він і досі є найкращим бомбардиром у вищій лізі. Вдала гра Полтавця була помічена одним з лідерів українського футболу дніпропетровським «Дніпром». У дніпропетровців тих часів, була цілком нестабільна ситуація, особливо це стосувалось саме стабільності складу команди. Здобувши «бронзу» чемпіонату він з незрозумілих причин переходить до київського «Арсеналу», звідки на півроку, відгукується на запрошення україно-швейцарського дуету, Бєланов-Заваров, які керували у футбольному клубі, з цієї альпійської країни — «Віль». Період проведений у «Вілі», склався для Валентина успішно, він здобув з командою один з головних футбольних трофеїв — Кубок Швейцарії.
Повернувшись в Україну, Полтавець доволі успішно виступав в одеському «Чорноморці», а останні чотири з половиною роки є лідером і капітаном першолігового овідіопольського «Дністра», який нещодавно переїхав в Одесу і перейменувався в ФК «Одеса». В нього є всі шанси назавжди увійти до історії українського футболу одним з найкращих бомбардирів України, але для цього залишився невелика відстань, потрібно забити три голи.

## Досягнення
- Володар Кубка Швейцаріїя: 2004.
- Бронзовий призер чемпіонату України (2): 2001, 2006.

## Статистика виступів

### Клубна
Станом на 1 лютого 2012 року
| Сезон                           | Клуб                            | Ліга                            | Чемпіонат | Чемпіонат | Кубок | Кубок | Еврокубки | Еврокубки | Разом | Разом |
| Сезон                           | Клуб                            | Ліга                            | Ігри      | Голи      | Ігри  | Голи  | Ігри      | Голи      | Ігри  | Голи  |
| ------------------------------- | ------------------------------- | ------------------------------- | --------- | --------- | ----- | ----- | --------- | --------- | ----- | ----- |
| 1992—1993                       | «Шахтар» (Павлоград)            | Перша ліга                      | 14        | 3         | 2     | 1     | 0         | 0         | 16    | 4     |
| 1993—1994                       | «Віктор» (Запоріжжя)            | Перехідна ліга                  | 31        | 3         | 0     | 0     | 0         | 0         | 31    | 3     |
| 1994—1995                       | «Віктор» (Запоріжжя)            | Друга ліга                      | 2         | 1         | 0     | 0     | 0         | 0         | 2     | 1     |
| 1994—1995                       | «Металург» (Запоріжжя)          | Вища ліга                       | 25        | 4         | 4     | 0     | 0         | 0         | 29    | 4     |
| 1995—1996                       | «Металург» (Запоріжжя)          | Вища ліга                       | 32        | 5         | 3     | 0     | 0         | 0         | 35    | 5     |
| 1996—1997                       | «Металург» (Запоріжжя)          | Вища ліга                       | 28        | 11        | 5     | 1     | 0         | 0         | 33    | 12    |
| 1997—1998                       | «Металург» (Запоріжжя)          | Вища ліга                       | 26        | 5         | 3     | 1     | 0         | 0         | 29    | 6     |
| 1998—1999                       | «Металург» (Запоріжжя)          | Вища ліга                       | 28        | 13        | 1     | 2     | 0         | 0         | 29    | 15    |
| 1998—1999                       | «Металург-2» (Запоріжжя)        | Друга ліга (група В)            | 3         | 3         | 0     | 0     | 0         | 0         | 3     | 3     |
| 1999—2000                       | «Металург» (Запоріжжя)          | Вища ліга                       | 29        | 9         | 4     | 4     | 0         | 0         | 33    | 13    |
| 1999—2000                       | «Металург-2» (Запоріжжя)        | Друга ліга (група Б)            | 1         | 2         | 0     | 0     | 0         | 0         | 1     | 2     |
| 2000—2001                       | «Дніпро» (Дніпропетровськ)      | Вища ліга                       | 23        | 4         | 4     | 1     | 0         | 0         | 27    | 5     |
| 2000—2001                       | «Дніпро-2» (Дніпропетровськ)    | Перша ліга                      | 1         | 0         | 0     | 0     | 0         | 0         | 1     | 0     |
| 2001—2002                       | «Дніпро» (Дніпропетровськ)      | Вища ліга                       | 22        | 6         | 6     | 0     | 2         | 0         | 30    | 6     |
| 2001—2002                       | «Дніпро-2» (Дніпропетровськ)    | Перша ліга                      | 2         | 0         | 0     | 0     | 0         | 0         | 2     | 0     |
| 2001—2002                       | «Дніпро-3» (Дніпропетровськ)    | Друга ліга (група В)            | 1         | 0         | 0     | 0     | 0         | 0         | 1     | 0     |
| 2002—2003                       | «Арсенал» (Київ)                | Вища ліга                       | 24        | 5         | 3     | 0     | 0         | 0         | 27    | 5     |
| 2003—2004                       | «Віль» (Швейцарія)              | Суперліга                       | 12        | 0         | 3     | 2     | 0         | 0         | 15    | 2     |
| 2004—2005                       | «Чорноморець» (Одеса)           | Вища ліга                       | 23        | 2         | 2     | 1     | 0         | 0         | 25    | 3     |
| 2004—2005                       | «Чорноморець» (Одеса) (дубль)   | Першість дублерів               | 3         | 2         | 0     | 0     | 0         | 0         | 3     | 2     |
| 2005—2006                       | «Чорноморець» (Одеса)           | Вища ліга                       | 28        | 4         | 2     | 0     | 0         | 0         | 30    | 4     |
| 2005—2006                       | «Чорноморець» (Одеса) (дубль)   | Першість дублерів               | 1         | 1         | 0     | 0     | 0         | 0         | 1     | 1     |
| 2006—2007                       | «Чорноморець» (Одеса)           | Вища ліга                       | 27        | 7         | 0     | 0     | 4         | 0         | 31    | 7     |
| 2007—2008                       | «Чорноморець» (Одеса)           | Вища ліга                       | 7         | 2         | 1     | 0     | 4         | 1         | 12    | 3     |
| 2007—2008                       | «Чорноморець» (Одеса) (дубль)   | Першість дублерів               | 1         | 1         | 0     | 0     | 0         | 0         | 1     | 1     |
| 2007—2008                       | «Дністер» (Овідіополь)          | Перша ліга                      | 15        | 5         | 0     | 0     | 0         | 0         | 15    | 5     |
| 2008—2009                       | «Дністер» (Овідіополь)          | Перша ліга                      | 30        | 9         | 2     | 2     | 0         | 0         | 32    | 11    |
| 2009—2010                       | «Дністер» (Овідіополь)          | Перша ліга                      | 32        | 15        | 2     | 2     | 0         | 0         | 34    | 17    |
| 2010—2011                       | «Дністер» (Овідіополь)          | Перша ліга                      | 29        | 9         | 0     | 0     | 0         | 0         | 29    | 9     |
| 2011—2012                       | «ФК Одеса» (Одеса)              | Перша ліга                      | 20        | 8         | 1     | 0     | 0         | 0         | 21    | 8     |
| Шахтар (Павлоград)              | Шахтар (Павлоград)              | Шахтар (Павлоград)              | 14        | 3         | 2     | 1     | 0         | 0         | 16    | 4     |
| Віктор (Запоріжжя)              | Віктор (Запоріжжя)              | Віктор (Запоріжжя)              | 33        | 4         | 0     | 0     | 0         | 0         | 33    | 4     |
| Металург (Запоріжжя)            | Металург (Запоріжжя)            | Металург (Запоріжжя)            | 168       | 47        | 20    | 8     | 0         | 0         | 188   | 55    |
| Металург-2 (Запоріжжя)          | Металург-2 (Запоріжжя)          | Металург-2 (Запоріжжя)          | 4         | 5         | 0     | 0     | 0         | 0         | 4     | 5     |
| Дніпро (Дніпропетровськ)        | Дніпро (Дніпропетровськ)        | Дніпро (Дніпропетровськ)        | 45        | 10        | 10    | 1     | 2         | 0         | 57    | 11    |
| Дніпро-2 (Дніпропетровськ)      | Дніпро-2 (Дніпропетровськ)      | Дніпро-2 (Дніпропетровськ)      | 3         | 0         | 0     | 0     | 0         | 0         | 3     | 0     |
| Дніпро-3 (Дніпропетровськ)      | Дніпро-3 (Дніпропетровськ)      | Дніпро-3 (Дніпропетровськ)      | 1         | 0         | 0     | 0     | 0         | 0         | 1     | 0     |
| Арсенал (Київ)                  | Арсенал (Київ)                  | Арсенал (Київ)                  | 24        | 5         | 3     | 0     | 0         | 0         | 27    | 5     |
| Віль (Швейцарія)                | Віль (Швейцарія)                | Віль (Швейцарія)                | 12        | 0         | 3     | 2     | 0         | 0         | 15    | 2     |
| Чорноморець (Одеса)             | Чорноморець (Одеса)             | Чорноморець (Одеса)             | 85        | 15        | 5     | 1     | 8         | 1         | 98    | 17    |
| Чорноморець (Одеса) (дубль)     | Чорноморець (Одеса) (дубль)     | Чорноморець (Одеса) (дубль)     | 5         | 4         | 0     | 0     | 0         | 0         | 5     | 4     |
| Дністер (Овідіополь)/ФК "Одеса" | Дністер (Овідіополь)/ФК "Одеса" | Дністер (Овідіополь)/ФК "Одеса" | 126       | 46        | 5     | 4     | 0         | 0         | 131   | 51    |
| Загалом за кар'єру              | Загалом за кар'єру              | Загалом за кар'єру              | 520       | 139       | 48    | 17    | 10        | 1         | 578   | 157   |